# Tako (Burkina Faso)
Pour les articles homonymes, voir Tako.
Tako est une commune rurale située dans le département de Loropéni de la province du Poni dans la région Sud-Ouest au Burkina Faso.

## Géographie
Tako se trouve à environ 30 km au nord du centre de Loropéni, le chef-lieu, et de la route nationale 11, ainsi qu'à 5 km au sud-ouest de Dipéo.

## Santé et éducation
Tako accueille, depuis août 2017, un centre de santé et de promotion sociale (CSPS) (auparavant le plus proche se trouvait à Dipéo) tandis que le centre médical se trouve à Kampti et que le centre hospitalier régional (CHR) de la province se trouve à Gaoua. Il est composé d'un dispensaire, d'une maternité, d'un forage, d'un dépôt pharmaceutique et de deux logements grâce à un projet financé entièrement par des fonds alloués par l'État au département de Loropéni.